# アルフレトン・タウンFC
アルフレトン・タウン・フットボールクラブ（Alfreton Town Football Club）はイングランド、ダービーシャー、アルフレトンを本拠地とするサッカークラブチームである。2021-2022シーズンはナショナルリーグ・ノース（6部相当）に所属。

## 歴史
1959年、アルフレトン・マイナーズ・ウェルフェアFCと[ルフレトン・ユナイテッドFCの2チームが合併したことにより設立された。

## タイトル

### 国内タイトル
- カンファレンス・ノース:1回

2010-2011
- ミッドランズリーグ:3回

1969-1970, 1973-1974, 1976-1977
- ノーザンカウンティーズ・イーストリーグ:2回

1986-1987, 2000-2001
- ノーザンプレミアリーグ・ディヴィジョン1:1回

2002-2003

### 国際タイトル
- なし

## 歴代所属選手
- アダム・レグズディンス 2005
- ジョーダン・ピックフォード 2013